# 15116 Jaytate
15116 Jaytate este un asteroid din centura principală de asteroizi.

## Descriere
15116 Jaytate este un asteroid din centura principală de asteroizi. A fost descoperit pe 27 februarie 2000 la Kitt Peak National Observatory, în cadrul proiectului Spacewatch. Asteroidul prezintă o orbită caracterizată de o semiaxă mare de 2,38 ua, o excentricitate de 0,24 și o înclinație de 1,4° în raport cu ecliptica.